# Trisetaria loeflingiana
Trisetaria loeflingiana là một loài thực vật có hoa trong họ Hòa thảo. Loài này được (L.) Paunero miêu tả khoa học đầu tiên năm 1950.